# Ann-Renée Desbiens
Ann-Renée Desbiens (La Malbaie, 10 de abril de 1994) é uma jogadora de hóquei no gelo canadense.
Desbiens foi a primeira jogadora feminina convocada para a Quebec Junior AAA Hockey League, a segunda maior liga júnior masculina em Quebec depois da QMJHL. Ela foi selecionada pelos Loups de La Tuque, mas foi cortada antes mesmo de jogar porque o treinador não acreditava que havia sentido em convocar meninas. Desbiens foi selecionada para jogar pela equipe do Canadá no Campeonato Mundial Feminino da IIHF de 2015, onde conquistou a medalha de prata. Nos Jogos Olímpicos de Inverno de 2018, conseguiu a prata no torneio e nos Jogos Olímpicos de Inverno de 2022, a medalha de ouro.